# Kvarteret Korpen
Kvarteret Korpen è un film del 1963 diretto da Bo Widerberg.
Fu candidato all'Oscar al miglior film in lingua straniera e presentato in concorso al 17º Festival di Cannes.
In Italia è conosciuto anche con i titoli Il quartiere del corvo e Borgata del corvo, ma non risulta una sua distribuzione in sala.

## Trama
Anders vorrebbe diventare uno scrittore ma il rifiuto del suo manoscritto provoca una discussione con i genitori incapaci di uscire dallo stato di miseria in cui si trovano. Anche il rapporto con la fidanzata Elsie arriva alla rottura quindi Anders decide di partire con Sixten un vecchio amico che sogna di diventare calciatore.

## Riconoscimenti
- 1964 – Premio Oscar
  - Candidato all'Oscar al miglior film in lingua straniera
- 1964 – Guldbagge
  - Premio Guldbagge per il miglior attore a Keve Hjelm